# West Point Foundry
La West Point Foundry est un ancien site industriel américain dans le comté de Putnam, dans l'État de New York. Inscrite au Registre national des lieux historiques depuis le 11 avril 1973, elle est classée National Historic Landmark depuis le 13 janvier 2021.